# Matheus Peixoto
Matheus Vieira Campos Peixoto, noto semplicemente come Matheus Peixoto (Cabo Frio, 16 novembre 1995), è un calciatore brasiliano, attaccante del Júbilo Iwata.

## Caratteristiche tecniche
È un centravanti.

## Carriera

### Club
Cresciuto nel settore giovanile dell'Audax Rio, ha esordito il 1º febbraio 2014 in occasione del match del Campionato Carioca pareggiato 3-0 contro il Madureira.

## Palmarès

### Club

#### Competizioni nazionali
- Campeonato Brasileiro Série B: 1

Bragantino: 2019

#### Competizioni statali
- Copa do Nordeste: 1

Bahia: 2017
- Copa Verde: 1

Goiás: 2023

### Individuale
- Capocannoniere della Perša Liha: 1

2021-2022 (14 reti)